# Anemia jaliscana
Anemia jaliscana är en ormbunkeart som beskrevs av William Ralph Maxon. Anemia jaliscana ingår i släktet Anemia och familjen Anemiaceae. Utöver nominatformen finns också underarten A. j. integrifolia.